# Rinnen (Karlanda socken, Värmland, 661549-128928)
Rinnen är en sjö i Eda kommun och Årjängs kommun i Värmland och ingår i Göta älvs huvudavrinningsområde. Sjön är 22 meter djup, har en yta på 1,44 kvadratkilometer och befinner sig 208,2 meter över havet. Sjön avvattnas av vattendraget Rinnan. Vid provfiske har abborre, gädda och mört fångats i sjön.

## Delavrinningsområde
Rinnen ingår i det delavrinningsområde (661590-128922) som SMHI kallar för Utloppet av Rinnen. Medelhöjden är 268 meter över havet och ytan är 32,27 kvadratkilometer. Det finns inga avrinningsområden uppströms utan avrinningsområdet är högsta punkten. Rinnan som avvattnar avrinningsområdet har biflödesordning 3, vilket innebär att vattnet flödar genom totalt 3 vattendrag innan det når havet efter 343 kilometer. Avrinningsområdet består mestadels av skog (79 procent) och sankmarker (11 procent). Avrinningsområdet har 2,23 kvadratkilometer vattenytor vilket ger det en sjöprocent på 6,9 procent.